# کمپساکس
کمپساکس آ.اس. (انگلیسی: Kampsax)، یک شرکت مهندسی دانمارکی بود. این شرکت توسط سه فرد به نام‌های پر کمپمن، اتو کیرولف و یورگن ساکسیلد، در ۱ نوامبر ۱۹۱۷ تأسیس شد. در سال ۲۰۰۲، شرکت کووی، این شرکت را به قیمت تقریبی ۱۰۰ میلیون یورو خریداری کرد.

## فعالیت
شهرت کمپساکس بیشتر به خاطر سیستم جمع‌آوری اطلاعات جغرافیایی، نقشه‌برداری و ساخت‌و‌ساز جاده این شرکت بود. این شرکت همچنین سازنده راه‌آهن سراسری ایران از خلیج فارس تا دریای خزر (شامل پل ورسک) و همچنین پل مابین استان ایلام و لرستان مشهور به پل سیمره درسال ۱۳۴۱ هجری خورشیدی، بوده‌است.

## پروژه‌های منتخب
- راه‌آهن هزار کیلومتری از استانبول به شرق (۱۹۲۷–۱۹۳۲)
- راه‌آهن سراسری ایران حدود هزار کیلومتر از خلیج فارس تا دریای خزر شامل ۲۵۱ پل عمده، ۴۰۰۰ پل جزئی و ۲۴۵ تونل به طول مجموع ۸۰ کیلومتر (۱۹۳۳–۱۹۳۸)
- فرودگاه کپنهاگ
- بیمارستان هرلو (۱۹۶۶–۱۹۷۶)، سومین ساختمان بلند دانمارک
- کالج کمپساکس (۱۹۶۷–۱۹۶۹)
- ساختمان مرکزی کشتیرانی مرسک (۱۹۷۴–۱۹۷۹)
- ساختمان بانک ملی شعبه دانشگاه تهران با طرح یورن اوتزن (۱۹۶۲)